# Pilsley (North East Derbyshire)
Pour les articles homonymes, voir Pilsley.
Pilsley est une paroisse civile et un village du Derbyshire, en Angleterre.